# Augustines de Meaux
Les Augustines de Meaux forment une congrégation religieuse féminine enseignante et hospitalière de droit pontifical.

## Histoire
En 1244, Thibaut IV le Chansonnier, comte-pair de Champagne et roi de Navarre et Pierre de Cuisy, évêque de Meaux, s'accordent pour confier l'Hôtel-Dieu de Meaux à l'Ordre des Trinitaires. Ils fondent une communauté de sœurs sous la règle de saint Augustin pour s'occuper des femmes de l'Hôtel-Dieu. Lorsqu'en 1520, les Trinitaires quittent l'hôpital, les sœurs continuent leur action auprès des malades sous l'autorité de l'évêque qui imposent aux sœurs le nom d'Augustines. Lors de la Révolution française, les Augustines de Meaux sont déclarées d’utilité publique, ce que confirme plus tard le gouvernement de Napoléon Ier, les reconnaissant comme congrégation hospitalière le 14 décembre 1810.
En 1845, un nouvel ensemble hospitalier est créé avec la fusion de l'hôpital général et de l'Hôtel-Dieu de Meaux qui est confié aux Filles de la charité de saint Vincent de Paul. Les sœurs augustines sont obligées de quitter l'Hôtel-Dieu le 30 août 1845. Elles achètent une partie de l'hôpital où elles emménagent le 15 avril 1847, et décident de se consacrer au soin des malades et à l'enseignement des jeunes filles. Un décret  du 19 août 1854 l’autorise comme congrégation hospitalière et enseignante à supérieure générale. Le vicaire général du diocèse de Meaux modifie les constitutions pour correspondre à la nouvelle situation. En juillet 1856, les sœurs reçoivent des mains de l'évêque la règle de la congrégation, réimprimée en 1868 avec quelques modifications.
L'institut reçoit l'approbation pontificale de Pie X le 28 mars 1904 et son agrégation à l'ordre de Saint Augustin le 10 juin 1962.

## Fusion
Plusieurs congrégations ont fusionné avec les Augustines de Meaux.
- 1954 : Augustines de Carpentras fondée en 1736 pour desservir l'Hôtel-Dieu fondé par Mgr d'Inguimbert (1735-1757), évêque de Carpentras
- 1955 : Augustines de Montzen
- 1956 : Augustines de Provins
- 1970 : Augustines de Pont de Beauvoisin.

## Activité et diffusion
Les sœurs se consacrent au soin des malades et à l'enseignement.
La maison-mère est à Meaux.
En 2017, la congrégation comptait 28 religieuses dans 5 maisons.